# Anna Lisa Berkling
Anna Lisa Berkling (folkbokförd Anna-Lisa Berkling), tidigare Söderblom och Westdahl-Hansson, född 27 juni 1908 i Malmö Sankt Johannes församling, död 2 augusti 1987 i Borås Caroli församling, var en svensk journalist och programtjänsteman.
Anna Lisa Berkling var dotter till statsminister Per Albin Hansson och Sigrid Vestdahl samt halvsyster till filmkritikern Elsa Brita Marcussen. 
Hon avlade studentexamen 1928 vid Nya Elementarskolan för flickor på Östermalm i Stockholm och blev filosofie kandidat vid Stockholms högskola 1930 och diplomerades 1941 från Socialinstitutet i Stockholm.
Berkling var föreståndare för Radiotjänsts Brevlåda för sociala frågor under åren 1939–1954 och anställdes vid föredragsavdelningen vid Sveriges Radio 1946 och tjänstgjorde i Göteborg från 1955. Hon representerade veckopressen hos Statens informationsstyrelse (SIS) 1941–1944 och var där behörighetssakkunnig 1943–1944. Under andra världskriget var det Statens Informationsstyrelse som hade till uppgift att upplysa, granska, kartlägga och styra den svenska opinionsbildningen, inte minst pressen i dagstidningar, kvällstidningar och tidskrifter. Myndigheten sorterade åren 1940–1945 under Utrikesdepartementet och samverkade också med Försvarsstaben. Hon var föreläsare och kursledare vid yrkeskurser. Berkling var författare till tidskriftsuppsatser i litteraturen samt i sociala och kulturhistoriska ämnen. 
Anna Lisa Berkling gifte sig första gången 1932 med Jon Olof Söderblom (1906–1981), son till Nathan Söderblom, och andra gången 1954 med överstelöjtnant Allan Berkling (1910–1986). Hon har en dotter i första äktenskapet, författaren Ansi Jackson (född 1936).